# Trooper Washington
Thomas "Trooper" Washington (Filadelfia, Pensilvania, 21 de abril de 1944-McKeesport, Pensilvania, 20 de noviembre de 2004) fue un jugador y entrenador de baloncesto estadounidense que disputó seis temporadas en la ABA, además de jugar en la CBA y la AABA. Con 2,01 metros de estatura, jugaba en la posición de ala-pívot.

## Trayectoria deportiva

### Universidad
Su etapa universitaria transcurrió en los Wolves de la Universidad de Cheyney de Pensilvania.

### Profesional
Fue elegido en la quincuagésima posición del Draft de la NBA de 1967 por Cincinnati Royals, y también por los Pittsburgh Pipers en la quinta ronda del Draft de la ABA, fichando por estos últimos. Su primera temporada en el equipo no pudo resultar mejor, ya que promedió 11,6 puntos y 10,7 rebotes por partido, que le sirvieron para ser incluido en el mejor quinteto de rookies de la ABA, ganando además el campeonato, derrotando en las Finales a los New Orleans Buccaneers. Lideró además la clasificación del mejor porcentaje de aciertos en tiros de campo de la liga, con un 52,3%.
Al año siguiente, con el equipo reconvertido en los Minnesota Pipers, disputaría su mejor temporada desde el punto de vista estadístico, consiguiendo 15,0 puntos y 12,6 rebotes por partido, que le llevaron a disputar el All-Star Game, en el cual logró 6 puntos y 5 rebotes para el equipo del Este.
En 1969 el equipo regresó a Pittsburgh, y mediada la temporada fue traspasado a Los Angeles Stars a cambio de Warren Davis. En el equipo californiano acabó la temporada promediando 10,2 puntos y 10,2 rebotes por partido. Al año siguiente sería nuevamente traspasado, esta vez a The Floridians, junto con Mack Calvin, a cambio de Donnie Freeman. No bajó su rendimiento en el equipo de Miami, sobre todo en el aspecto defensivo, acabando la temporada con unos promedios de 9,4 puntos y 10,6 rebotes por encuentro.
En 1971 hace de nuevo las maletas, al ser traspasado a los New York Nets, donde jugaría sus dos últimas temporadas en la liga. Tras un retiro de dos años, regresa a las pistas en 1975 para jugar con los Lancaster Red Roses de la CBA, y al año siguiente con los Indiana Wizards de la efímera All-American Basketball Alliance, donde disputaría 8 partidos, promediando 5,5 puntos.

## Estadísticas de su carrera en la ABA

### Temporada regular
| Temporada | Edad | Equipo            | Liga | P   | TIT | MIN  | TC  | TCA  | %TC  | 3P  | 3PA | %3P   | TL  | TLA | %TL  | R.OF. | R.DEF. | REB  | ASIS | ROB | TAP | PER | FP  | PTS  |
| 1967-68   | 23   | Pittsburgh Pipers | ABA  | 63  |     | 29.3 | 5.0 | 9.5  | .523 | 0.0 | 0.0 | 1.000 | 1.7 | 3.0 | .570 | 4.8   | 5.9    | 10.7 | 1.6  |     |     | 1.7 | 3.0 | 11.6 |
| 1968-69   | 24   | Minnesota Pipers  | ABA  | 69  |     | 38.0 | 6.1 | 12.2 | .502 | 0.0 | 0.1 | .000  | 2.8 | 4.6 | .601 | 5.3   | 7.3    | 12.6 | 2.6  |     |     | 2.8 | 3.5 | 15.0 |
| 1969-70   | 25   | TOTAL             | ABA  | 81  |     | 29.0 | 4.0 | 7.2  | .550 | 0.0 | 0.1 | .500  | 1.9 | 3.0 | .646 | 3.9   | 6.3    | 10.1 | 2.4  |     |     | 2.2 | 3.5 | 9.9  |
| 1969-70   | 25   | Pittsburgh Pipers | ABA  | 44  |     | 28.4 | 3.8 | 7.0  | .536 | 0.1 | 0.1 | .600  | 2.0 | 3.2 | .631 | 3.5   | 6.6    | 10.1 | 2.6  |     |     | 2.4 | 3.2 | 9.6  |
| 1969-70   | 25   | Los Angeles Stars | ABA  | 37  |     | 29.8 | 4.2 | 7.4  | .566 | 0.0 | 0.1 | .333  | 1.8 | 2.7 | .667 | 4.3   | 5.9    | 10.2 | 2.2  |     |     | 2.0 | 3.9 | 10.2 |
| 1970-71   | 26   | The Floridians    | ABA  | 57  |     | 32.9 | 3.8 | 7.5  | .507 | 0.0 | 0.0 | .000  | 1.8 | 2.9 | .611 | 3.4   | 7.2    | 10.6 | 3.3  |     |     | 3.6 | 3.2 | 9.4  |
| 1971-72   | 27   | New York Nets     | ABA  | 80  |     | 31.4 | 4.8 | 8.5  | .571 | 0.0 | 0.0 |       | 1.3 | 2.1 | .645 | 3.5   | 5.9    | 9.4  | 2.0  |     |     | 2.4 | 3.6 | 11.0 |
| 1972-73   | 28   | New York Nets     | ABA  | 76  |     | 26.7 | 3.0 | 5.6  | .539 | 0.0 | 0.0 |       | 0.8 | 1.3 | .624 | 2.3   | 5.0    | 7.3  | 2.7  |     |     | 2.4 | 3.2 | 6.9  |
| Total     |      |                   | ABA  | 426 |     | 31.1 | 4.4 | 8.3  | .532 | 0.0 | 0.0 | .333  | 1.7 | 2.8 | .615 | 3.8   | 6.2    | 10.0 | 2.4  |     |     | 2.5 | 3.4 | 10.6 |

### Playoffs
| Temporada | Edad | Equipo            | Liga | P  | MIN  | TCA | TC  | 3PA | 3P | TLA | TL  | R.OF. | REB | ASIS | ROB | TAP | PER | FP  | PTS | %TC  | %3P  | %FT  | MIN  | PTS  | REB  | AST |
| 1967-68   | 23   | Pittsburgh Pipers | ABA  | 15 | 610  | 95  | 179 | 0   | 2  | 28  | 57  |       | 261 | 42   |     |     | 39  | 60  | 218 | .531 | .000 | .491 | 40.7 | 14.5 | 17.4 | 2.8 |
| 1968-69   | 24   | Minnesota Pipers  | ABA  | 6  | 230  | 26  | 62  | 0   | 0  | 15  | 21  |       | 79  | 14   |     |     | 15  | 17  | 67  | .419 |      | .714 | 38.3 | 11.2 | 13.2 | 2.3 |
| 1969-70   | 25   | Los Angeles Stars | ABA  | 17 | 471  | 58  | 93  | 0   | 0  | 10  | 25  |       | 188 | 45   |     |     | 28  | 60  | 126 | .624 |      | .400 | 27.7 | 7.4  | 11.1 | 2.6 |
| 1970-71   | 26   | The Floridians    | ABA  | 6  | 88   | 7   | 20  | 0   | 0  | 3   | 8   | 9     | 29  | 14   |     |     | 4   | 10  | 17  | .350 |      | .375 | 14.7 | 2.8  | 4.8  | 2.3 |
| 1971-72   | 27   | New York Nets     | ABA  | 18 | 548  | 64  | 107 | 0   | 0  | 14  | 24  |       | 173 | 43   |     |     | 26  | 63  | 142 | .598 |      | .583 | 30.4 | 7.9  | 9.6  | 2.4 |
| 1972-73   | 28   | New York Nets     | ABA  | 4  | 68   | 6   | 11  | 0   | 0  | 3   | 4   | 4     | 18  | 3    |     |     | 2   | 8   | 15  | .545 |      | .750 | 17.0 | 3.8  | 4.5  | 0.8 |
| Total     |      |                   | ABA  | 66 | 2015 | 256 | 472 | 0   | 2  | 73  | 139 | 13    | 748 | 161  |     |     | 114 | 218 | 585 | .542 | .000 | .525 | 30.5 | 8.9  | 11.3 | 2.4 |

## Fallecimiento
El 20 de noviembre de 2004, durante el partido que significaba su debut como entrenador de los Pennsylvania Pit Bulls de la ABA 2000, sufrió un infarto a 8 minutos del final. Trasladado a un hospital, nada pudieron hacer para salvarle la vida. Tenía 60 años de edad.